# Chrysomela walshi
Chrysomela walshi är en skalbaggsart som beskrevs av Brown 1956. Chrysomela walshi ingår i släktet Chrysomela och familjen bladbaggar. Inga underarter finns listade i Catalogue of Life.